# Provincia Rovigo

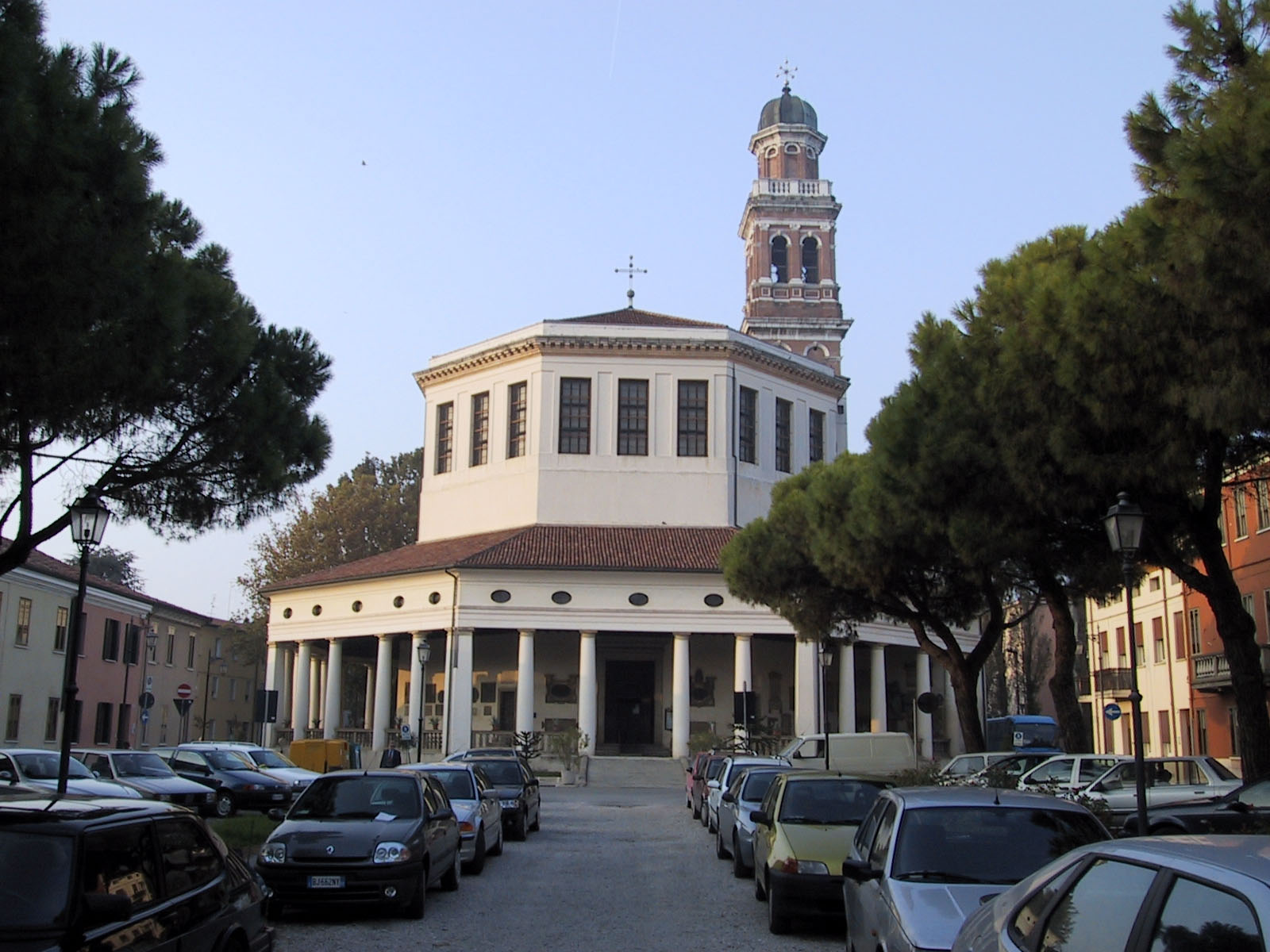
Chiesa detta "La Rotonda"

Rovigo este o provincie în regiunea Veneto în Italia.